# Польська молодіжна асоціація есперанто

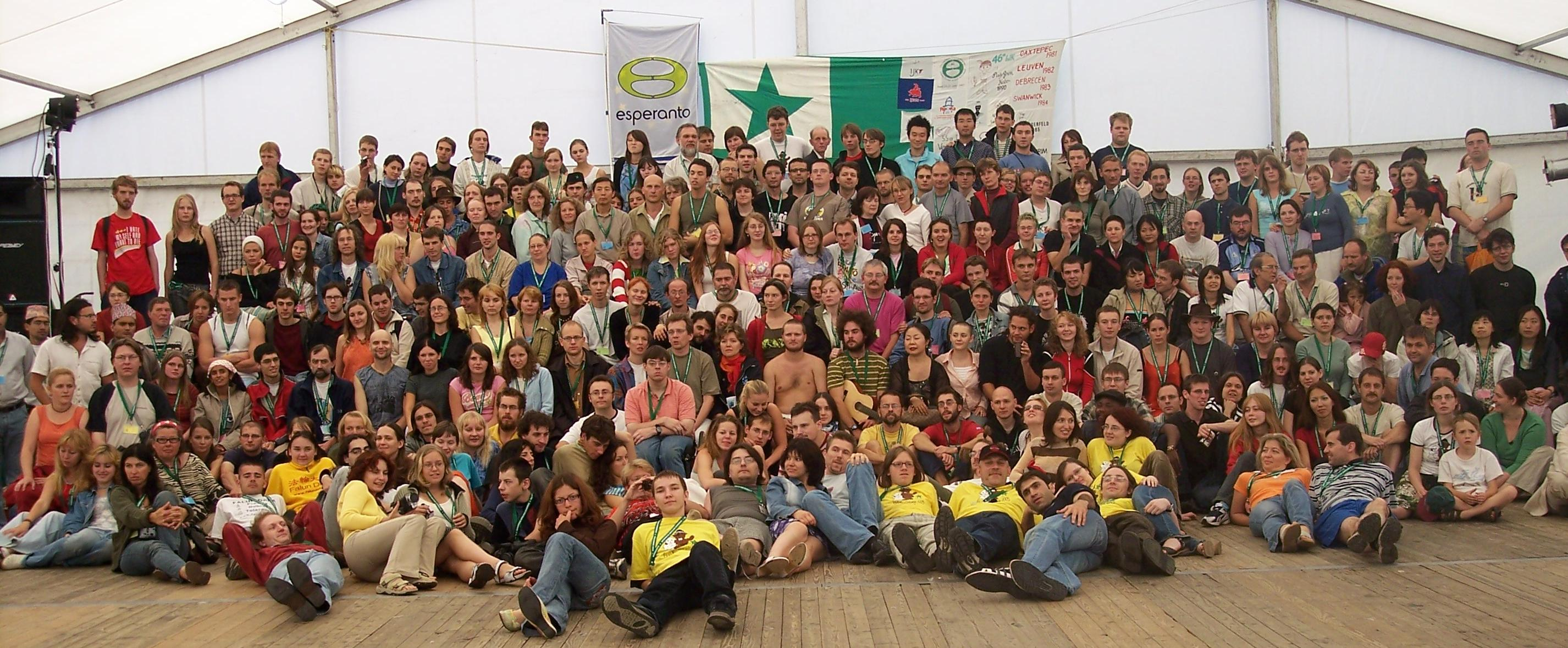
Міжнародний молодіжний конгрес, організований PEJ в м. Закопане, 2005 рік

Польська молодіжна асоціація есперанто (пол. Polska Młodzież Esperancka, esp. Pola Esperanto-Junularo, PEJ) — польська громадська молодіжна організація есперанто. Є молодіжним підрозділом Польської асоціації есперанто та національним підрозділом Всесвітньої Есперантистської Молодіжної Організації (TEJO).

## Історія створення
PEJ була заснована 21 вересня 1958 року під час проведення 15-го Національного конгресу есперантистів у Кракові. Наступного року (1959) Всесвітня Есперантистська Молодіжна Організація затвердила дану організацію своїм національним підрозділом (секцією, есп. Landa Sekcio). Вона працює у такому форматі з 2004 року.

## Цілі
Найважливіші цілі створення Польської молодіжної асоціації есперанто:
- навчання та поширення есперанто серед польської молоді,
- робота над узгодженням діяльності та координації молодіжних груп й окремих молодих есперантистів у Польщі,
- представлення думок та потреб польської молоді на заходах, які організовують національні та міжнародні організації есперанто,
- організація зустрічей, семінарів та молодіжних заходів, які сприяють поширенню есперанто, навчанню та інтеграції.

## Керівництво

### Правління у 2004—2006 роках[3]
Членів правління в 2004—2006 роках було обрано на першому Конгресі польської есперанто-молоді, який відбувся 10-13 червня 2004 року у Варшаві. Серед них:
- Ірміна Шустак (голова)
- Тобіаш Казьмерський (заступник голови)
- Януш Мизик (секретар)
- Міхал Вишогродзький (скарбник)
- Мацей Згондек (речник)

### Правління у 2014—2015 роках
Членів правління цих років було обрано під час конгресу, який відбувся 1-4 травня 2014 року в Новому Сончі:
- Ромуальда Єзьоровська — голова,
- Пйотр Голда — віце-президент,
- Лукаш Жебровський — секретар,
- Карина Монкоса — скарбник,
- Томаш Шимула — член правління з питань внутрішнього спілкування.

### Правління у 2016 році— на даний час
Членів правління обрано під час конгресу, який відбувся 26-27 травня 2016 року у Варшаві:
- Пйотр Голда — голова
- Ромуальда Єзьоровська — віце-президент
- Тобіаш Кубісовський — секретар
- Маріуш Гебжинський — скарбник
- Анна Марія Конецпольська-Ляховська — член правління
- Томаш Шимула — член правління
- Адріан Василевський — член правління

## Діяльність
З моменту відновлення діяльності організації у 2004 році, її представники періодично організовують різні зустрічі. Одним із найбільших заходів був проведений 61-ий Міжнародний молодіжний конгрес в м. Закопане (2005), спільно з варшавським клубом Varsovia Vento (пол. Варшавський вітер) і 65-ий Міжнародний молодіжний конгрес у чеському місті Ліберець, у співпраці з чеською та німецькою емперанто-молоддю.
У рамках співпраці з клубом Varsovia Vento, PME PEJ також організовувала щорічні заходи в Польщі: у 2005—2007 роках — зустріч під назвою HELA, яка відбулася в Гелі на початку травня, а до рубежі 2008/2009 років — Тиждень дій (есп. Ago-Semajno, AS), тижневу подію, що охоплює новорічну ніч. Минулий тиждень дій (2008/2009) відбувся у Ліптовському Мікулаші у Словаччині й був організований за допомогою словацької есперанто-молоді.
Результатом чергової співпраці, цього разу з німецьким есперанто-юнацтвом, є щорічний Європейський тиждень молоді (есп. Junulara E-Semajno) — продовжувач Тижня діяльності та Німецької міжнародної семінарії (есп. Internacia Seminario). Ця подія відбувається почергово в Польщі та Німеччині на зламі грудня та січня.
У 2013/14 навчальному році польська есперанто-молодь та Асоціація польських студентів Варшавського університету реалізували проект «Університет есперанто», який передбачав організацію п'ятнадцяти 90-хвилинних зустрічей, на яких було представлено ідею мови есперанто та суміжні теми. Заняття були безкоштовними та адресовані студентам та викладачам Варшавського університету, а також усім іншим зацікавленим особам.